# Ziemskie gałęzie
Ziemskie gałęzie – chiński system używany do pomiaru czasu. Powstał w oparciu o astronomiczne obserwacje ruchu Jowisza. Ponieważ cykl obiegu tej planety wokół Słońca wynosi w przybliżeniu 12 lat (dokładnie 11,86 roku), Chińczycy podzielili ekliptykę na 12 odcinków, a samego Jowisza nazywali Suìxīng (歳星) czyli Gwiazdą Roczną. Każdemu z 12 lat cyklu odpowiadał jeden symbol w systemie Ziemskich Gałęzi.
W podobny sposób dzielono rok – na 12 miesięcy. Wyróżniano również 12 kierunków oraz 12 godzin, odpowiadających dwu godzinom w systemie zachodnim. Dla ułatwienia zapamiętywania 12 Ziemskim Gałęziom przypisano 12 zwierząt chińskiego zodiaku. W przypadku godzin, każdy z symboli miał dwa znaczenia, np. 午 (Koń) może oznaczać cały okres od godz. 11 rano do 13, lub środek tego okresu, a więc samo południe. 
Ziemskie Gałęzie są używane obecnie z systemem Niebiańskich Pni. Razem z nim składają się na tradycyjny kalendarz chiński oraz tzw. cykl sześćdziesięcioletni.
|    | Ziemska Gałąź | Chińska nazwa | Japońska nazwa (On i Kun) | Koreańska nazwa | Wietnamska nazwa | Chiński zodiak | Kierunek        | Pora roku | Miesiąc księżycowy               | Dwugodzina         |
| -- | ------------- | ------------- | ------------------------- | --------------- | ---------------- | -------------- | --------------- | --------- | -------------------------------- | ------------------ |
| 1  | 子            | zǐ            | shi ne                    | 자 (ja)         | tý (Tí)          | Szczur         | 0° (północ)     | zima      | 11. miesiąc (Przesilenie zimowe) | 23 -1 (północ)     |
| 2  | 丑            | chǒu          | chū ushi                  | 축 (chuk)       | sửu              | Wół            | 30°             | zima      | 12. miesiąc                      | 1 -3               |
| 3  | 寅            | yín           | in tora                   | 인 (in)         | dần              | Tygrys         | 60°             | wiosna    | 1. miesiąc                       | 3 – 5              |
| 4  | 卯            | mǎo           | bō u                      | 묘 (myo)        | mão (mẹo)        | Królik         | 90° (wschód)    | wiosna    | 2. miesiąc (równonoc wiosenna)   | 5 – 7              |
| 5  | 辰            | chén          | shin tatsu                | 진 (jin)        | thìn             | Smok           | 120°            | wiosna    | 3. miesiąc                       | 7 – 9              |
| 6  | 巳            | sì            | shi mi                    | 사 (sa)         | tỵ               | Wąż            | 150°            | lato      | 4. miesiąc                       | 9 – 11             |
| 7  | 午            | wǔ            | go uma                    | 오 (o)          | ngọ              | Koń            | 180° (południe) | lato      | 5. miesiąc (Przesilenie letnie)  | 11 – 13 (południe) |
| 8  | 未            | wèi           | bi hitsuji                | 미 (mi)         | mùi              | Owca           | 210°            | lato      | 6. miesiąc                       | 13 – 15            |
| 9  | 申            | shēn          | shin saru                 | 신 (shin)       | thân             | Małpa          | 240°            | jesień    | 7. miesiąc                       | 15 – 17            |
| 10 | 酉            | yǒu           | yū tori                   | 유 (yu)         | dậu              | Kogut          | 270° (zachód)   | jesień    | 8. miesiąc (Równonoc jesienna)   | 17 – 19            |
| 11 | 戌            | xū            | jutsu inu                 | 술 (sul)        | tuất             | Pies           | 300°            | jesień    | 9. miesiąc                       | 19 – 21            |
| 12 | 亥            | hài           | gai i                     | 해 (hae)        | hợi              | Świnia         | 330°            | zima      | 10. miesiąc                      | 21 -23             |

W niektórych kulturach przyjęto inne zwierzęta. W Wietnamie drugie zwierzę to bawół wodny, czwarte – kot (podobnie w Tajlandii), a ósme to koza. W Japonii 12. zwierzę to dzik.